# مريم فرايد
مريم فرايد (بالعبرية: מרים פריד‏) هي عازفة كمان إسرائيلية، ولدت في 9 سبتمبر 1946 في ساتو ماري في رومانيا.

## وصلات خارجية
- مريم فرايد على موقع ميوزك برينز (الإنجليزية)
- مريم فرايد على موقع أول ميوزيك (الإنجليزية)
- مريم فرايد على موقع ديسكوغز (الإنجليزية)